# Niviventer fulvescens
Niviventer fulvescens és una espècie de mamífer rosegador de la família dels múrids. Viu a altituds d'entre 180 i 2.682 msnm a l'Índia, Indonèsia, Laos, Malàisia, Myanmar, el Nepal, Tailàndia i la Xina. El seu hàbitat natural són els boscos de diferents tipus. És una espècie en risc mínim, és a dir, no sembla que hi hagi cap amenaça significativa per a la seva supervivència. El seu nom específic, fulvescens, significa ‘groguenc’ en llatí.